# Lavalette (Alto Garona)
Lavalette (em occitano:  La Valeta) é uma comuna francesa na região administrativa da Occitânia, no departamento do Alto Garona. Estende-se por uma área de 13.75 km², com 743 habitantes, segundo o censo de 2018, com uma densidade de 54 hab/km².